# ヴィートマルシェ
ヴィートマルシェは、日本生まれの競走馬、繁殖牝馬。現役時は中央で9戦1勝と目立った活躍はなかったが、2007年より母である桜花賞馬キョウエイマーチの後継繁殖牝馬となり、米G1ブリーダーズカップ・ディスタフの優勝馬マルシュロレーヌなどを輩出した。

## 戦績
馬名の由来は「速く進行する」。

### デビュー前
2002年4月16日、北海道安平町のノーザンファームで産まれる。母キョウエイマーチは桜花賞など重賞5勝をあげた名牝。ヴィートマルシェはキョウエイマーチが残した4頭の子供のうち唯一の牝馬である。一口馬主法人キャロットファームから総額4,000万円（一口10万円×400口）で募集された。

### 競走生活
2005年8月の札幌競馬場3歳未勝利戦でデビューし、6番人気3着となったが、2戦目で1番人気に応えて快勝。その後、7戦して勝利することはできず、通算9戦1勝で現役を引退した。

## 競走成績
以下の内容は、netkeiba.comおよびJBISサーチに基づく。
| 競走日     | 競馬場 | 競走名       | 格 | 距離（馬場）  | 頭 数 | 枠 番 | 馬 番 | オッズ （人気） | 着順 | タイム （上り3F） | 着差 | 騎手      | 斤量 [kg] | 1着馬（2着馬）     | 馬体重 [kg] |
| ---------- | ------ | ------------ | -- | ------------- | ----- | ----- | ----- | --------------- | ---- | ----------------- | ---- | --------- | --------- | ------------------ | ----------- |
| 2005.08.27 | 札幌   | 3歳未勝利    |    | ダ1000m（良） | 12    | 7     | 10    | 019.90（6人）   | 03着 | R1:00.5（36.0）   | -0.4 | 0四位洋文 | 54        | レディアマポーラ   | 494         |
| 0000.10.01 | 札幌   | 3歳未勝利    |    | ダ1000m（良） | 12    | 5     | 6     | 002.00（1人）   | 01着 | R1:00.1（35.9）   | -0.1 | 0四位洋文 | 55        | （シノベルベット） | 490         |
| 2006.04.08 | 福島   | 4歳上500万下 |    | ダ1150m（稍） | 16    | 2     | 3     | 007.40（4人）   | 05着 | R1:09.9（38.5）   | -0.5 | 0小島太一 | 52        | アドマイヤイチ     | 478         |
| 0000.05.07 | 新潟   | 4歳上500万下 |    | ダ1200m（稍） | 15    | 3     | 5     | 004.40（2人）   | 11着 | R1:13.4（38.0）   | -1.1 | 0小島太一 | 52        | シャイニングムーン | 478         |
| 0000.09.24 | 札幌   | 3歳上500万下 |    | ダ1700m（良） | 8     | 8     | 8     | 007.30（3人）   | 04着 | R1:47.5（38.4）   | -0.7 | 0小島太一 | 52        | シオレンジアロマ   | 504         |
| 0000.09.30 | 札幌   | 3歳上500万下 |    | ダ1700m（良） | 13    | 8     | 13    | 005.90（3人）   | 03着 | R1:47.3（37.0）   | -0.5 | 0小島太一 | 52        | グランドホイッスル | 496         |
| 0000.12.10 | 中京   | 3歳上500万下 |    | ダ1700m（稍） | 16    | 2     | 4     | 008.60（4人）   | 15着 | R1:49.4（41.7）   | -2.5 | 0小島太一 | 52        | ノットユアビジネス | 496         |
| 2007.03.11 | 中京   | 4歳上500万下 |    | ダ1000m（不） | 16    | 8     | 15    | 012.00（6人）   | 05着 | R1:00.4（37.4）   | -0.4 | 0小島太一 | 52        | エフテーコンコルド | 492         |
| 0000.03.31 | 福島   | 4歳上500万下 |    | ダ1700m（稍） | 15    | 5     | 8     | 009.20（4人）   | 05着 | R1:48.6（39.3）   | -0.7 | 0吉永護   | 55        | フレンチビキニ     | 486         |

## 繁殖牝馬時代
母のキョウエイマーチは1997年の桜花賞優勝馬で重賞5勝の名牝であったが、繁殖牝馬となってからは、その産駒に脚部不安を抱えた馬が多く、思ったような活躍馬は出なかった。また、キョウエイマーチは最後の産駒となる6番仔インペリアルマーチの出産時における大腸変位で死亡（13歳没）してしまい、後継繁殖牝馬となる牝駒はヴィートマルシェただ一頭であった。
6番仔マルシュロレーヌは交流重賞4勝の後に米G1ブリーダーズカップ・ディスタフを優勝、8番仔バーデンヴァイラーはマーキュリーカップ優勝と、G1及び重賞勝ち馬を輩出したほか、2008年生まれの初仔グランマルシェ（牡馬・父フジキセキ）は、中央地方合わせて27戦3勝、2010年生まれの2番仔サンブルエミューズ（牝馬・父ダイワメジャー）は中央27戦3勝で芙蓉ステークス(OP)を優勝し桜花賞出走を果たすなど、順調に活躍馬を輩出している。また、サンブルエミューズは繁殖入りし、中でも3番仔ナミュールは優駿牝馬3着・秋華賞2着となるなど牝馬クラッシック路線で活躍し、さらに古馬になってからはマイルチャンピオンシップを制覇。キョウエイマーチの牝系は、ヴィートマルシェを経て広がりをみせている。また、ヴィートマルシェは仔出しが良く、20歳を過ぎてもコンスタントに産駒を送り出していた。
2022年8月15日をもって繁殖牝馬を引退。引退後は引き続きノーザンファームに繋養されリードホースをしていることがキャロットクラブの会報誌にて判明した。

### 産駒一覧
|        | 生年   | 馬名               | 性 | 毛色   | 父                 | 馬主                               | 管理調教師                                                                     | 戦績     | 主な勝利競走                               | 供用                                | 出典   |
| ------ | ------ | ------------------ | -- | ------ | ------------------ | ---------------------------------- | ------------------------------------------------------------------------------ | -------- | ------------------------------------------ | ----------------------------------- | ------ |
| 初仔   | 2008年 | グランマルシェ     | 牡 | 鹿毛   | フジキセキ         | （有）キャロットファーム           | 美浦・小島茂之                                                                 | 27戦3勝  |                                            | 引退                                | [ 8 ]  |
| 2番仔  | 2010年 | サンブルエミューズ | 牝 | 栗毛   | ダイワメジャー     | （有）キャロットファーム           | 美浦・加藤征弘                                                                 | 27戦3勝  | 芙蓉S（OP）                                | 繁殖牝馬 産駒にナミュール、ラヴェル | [ 9 ]  |
| 3番仔  | 2011年 | グレナディアーズ   | 牡 | 鹿毛   | ネオユニヴァース   | （有）キャロットファーム →小橋亮太 | 栗東・音無英孝 →船橋・出川克己 →川崎・山崎裕也 →高知・雑賀正光 →盛岡・飯田弘道 | 85戦12勝 | チバテレ盃（南関東準重賞）                 | 引退                                | [ 10 ] |
| 4番仔  | 2012年 | アヴニールマルシェ | 騸 | 鹿毛   | ディープインパクト | （有）キャロットファーム           | 美浦・藤沢和雄                                                                 | 18戦2勝  | 新潟2歳ステークス（GIII）2着               | 引退                                | [ 11 ] |
| 5番仔  | 2015年 | リリーバレロ       | 牝 | 鹿毛   | ロードカナロア     | （有）キャロットファーム           | 美浦・堀宣行                                                                   | 11戦4勝  | トリトンS（1600万下）                      | 繁殖牝馬                            | [ 12 ] |
| 6番仔  | 2016年 | マルシュロレーヌ   | 牝 | 鹿毛   | オルフェーヴル     | （有）キャロットファーム           | 栗東・矢作芳人                                                                 | 22戦9勝  | BCディスタフ（GI）                         | 繁殖牝馬                            | [ 13 ] |
| 7番仔  | 2017年 |                    | 牡 | 鹿毛   | ジャスタウェイ     |                                    |                                                                                | 不出走   |                                            | 不明                                | [ 14 ] |
| 8番仔  | 2018年 | バーデンヴァイラー | 牡 | 黒鹿毛 | ドゥラメンテ       | （有）キャロットファーム           | 栗東・斉藤崇史 →川崎・内田勝義                                                 | 20戦7勝  | マーキュリーC（JpnIII） 佐賀記念（JpnIII） | 引退                                | [ 15 ] |
| 9番仔  | 2021年 | マルチャレアル     | 牡 | 鹿毛   | リアルインパクト   | （有）キャロットファーム           | 栗東・斉藤崇史                                                                 | 7戦3勝   |                                            | 現役                                | [ 16 ] |
| 10番仔 | 2022年 | フィドルファドル   | 牝 | 鹿毛   | サトノアラジン     | （有）キャロットファーム           | 栗東・矢作芳人                                                                 | 7戦1勝   |                                            | 現役                                | [ 17 ] |

- 2025年4月22日現在

## 血統表
| ヴィートマルシェの血統                         | ヴィートマルシェの血統             | ヴィートマルシェの血統             | （血統表の出典）                   | （血統表の出典） |
| 父系                                           | デピュティミニスター系             | デピュティミニスター系             | デピュティミニスター系             | [ § 2 ]          |
| 父 *フレンチデピュティ French Deputy 1992 栗毛 | 父の父Deputy Minister              | Vice Regent                        | Northern Dancer                    | Northern Dancer  |
| 父 *フレンチデピュティ French Deputy 1992 栗毛 | 父の父Deputy Minister              | Vice Regent                        | Victoria Regina                    |                  |
| 父 *フレンチデピュティ French Deputy 1992 栗毛 | 父の父Deputy Minister              | Mint Copy                          | Bunty's Flight                     | Bunty's Flight   |
| 父 *フレンチデピュティ French Deputy 1992 栗毛 | 父の父Deputy Minister              | Mint Copy                          | Shakney                            |                  |
| 父 *フレンチデピュティ French Deputy 1992 栗毛 | 父の母Mitterand                    | Hold Your Peace                    | Speak John                         | Speak John       |
| 父 *フレンチデピュティ French Deputy 1992 栗毛 | 父の母Mitterand                    | Hold Your Peace                    | Blue Moon                          |                  |
| 父 *フレンチデピュティ French Deputy 1992 栗毛 | 父の母Mitterand                    | Laredo Lass                        | Bold Ruler                         | Bold Ruler       |
| 父 *フレンチデピュティ French Deputy 1992 栗毛 | 父の母Mitterand                    | Laredo Lass                        | Fortunate Isle                     |                  |
| 母 キョウエイマーチ 1994 鹿毛                  | 母の父*ダンシングブレーヴ          | Lyphard                            | Northern Dancer                    | Northern Dancer  |
| 母 キョウエイマーチ 1994 鹿毛                  | 母の父*ダンシングブレーヴ          | Lyphard                            | Goofed                             |                  |
| 母 キョウエイマーチ 1994 鹿毛                  | 母の父*ダンシングブレーヴ          | Navajo Princess                    | Drone                              | Drone            |
| 母 キョウエイマーチ 1994 鹿毛                  | 母の父*ダンシングブレーヴ          | Navajo Princess                    | Olmec                              |                  |
| 母 キョウエイマーチ 1994 鹿毛                  | 母の母インターシャルマン           | *ブレイヴェストローマン            | Never Bend                         | Never Bend       |
| 母 キョウエイマーチ 1994 鹿毛                  | 母の母インターシャルマン           | *ブレイヴェストローマン            | Roman Song                         |                  |
| 母 キョウエイマーチ 1994 鹿毛                  | 母の母インターシャルマン           | トキノシュリリー                   | *スティンティノ                    | *スティンティノ  |
| 母 キョウエイマーチ 1994 鹿毛                  | 母の母インターシャルマン           | トキノシュリリー                   | トミニシキ                         |                  |
| 5代内の近親交配                                | Northern Dancer 4×4、Nasrullah 5×5 | Northern Dancer 4×4、Nasrullah 5×5 | Northern Dancer 4×4、Nasrullah 5×5 | [ § 3 ]          |
| 出典                                           | 1. 2. 3.                           | 1. 2. 3.                           | 1. 2. 3.                           | 1. 2. 3.         |

### ヴィートマルシェの主要なファミリーライン
- インターシャルマン 1987（4勝）
  - キョウエイマーチ 1994（8勝 桜花賞）
    - ヴィートマルシェ 2002（1勝）
      - サンブルエミューズ 2010（3勝 芙蓉S(OP)）
        - ナミュール 2019（5勝 チューリップ賞、富士ステークス、マイルチャンピオンシップ、優駿牝馬3着、秋華賞2着）
        - ラヴェル 2020（3勝 アルテミスステークス、チャレンジカップ 現役）
        - アルセナール 2021（1勝 デイリー杯クイーンC2着　現役）
        - ブルージュ 2022（現役）

      - リリーバレロ 2015（4勝）
      - マルシュロレーヌ 2016（9勝 ブリーダーズカップ・ディスタフ等重賞5勝）